# Ohio Players (The Black Keys)
Ohio Players è il dodicesimo album in studio del gruppo musicale statunitense The Black Keys, pubblicato il 5 aprile 2024 da Easy Eye Sound e Nonesuch Records. È stato preceduto dal singolo principale "Beautiful People (Stay High)" il 12 gennaio 2024, e dal secondo singolo "I Forgot to Be Your Lover", una cover dell'omonima canzone del 1968 di William Bell.

## Accoglienza
| Recensione     | Giudizio |
| -------------- | -------- |
| Metacritic     | 76/100   |
| The Guardian   |          |
| NME            |          |
| Pitchfork      | 7.2/10   |
| Rolling Stone  |          |
| Slant Magazine |          |

L'album ha attualmente un punteggio Metacritic di 76, indicando recensioni "generalmente favorevoli". Rolling Stone ha affermato che la presenza di musicisti ospiti come Beck e Noel Gallagher ha reso Ohio Players "uno dei loro migliori LP". Diverse recensioni hanno notato positivamente la capacità dei Black Keys di reinventare il loro suono pur rimanendo in contatto con le loro radici garage rock e blues. Una recensione positiva di Pitchfork ha definito l'album "vivace, fresco e colorato". Una recensione contrastante di Slant Magazine ha ritenuto che i musicisti ospiti abbiano fatto sì che i Black Keys si perdessero nel loro stesso album, e ha criticato la canzone “Beautiful People (Stay High)” perché sembrava generata dall'intelligenza artificiale. Una recensione contrastante del The Guardian ha definito l'album una “diffusione insoddisfacente della magia un tempo inebriante della band”. NME ha invece trovato l'album troppo prevedibile e ha dichiarato che “i Black Keys possono anche avere una collezione di dischi da urlo, ma Ohio Players è il lavoro di una band che forse è troppo brava a essere se stessa”.

## Tracce
1. This Is Nowhere – 3:45 (Dan Auerbach, Patrick Carney, Beck Hansen)
2. Don't Let Me Go – 2:35 (Auerbach, Carney, Gary Crockett, Dominic Glover, Jason Glover, Hansen, Daniel Nakamura)
3. Beautiful People (Stay High) – 2:47 (Auerbach, Carney, Hansen, Richard Mead, Nakamura)
4. On the Game – 4:03 (Auerbach, Carney, Noel Gallagher, Leon Michels)
5. Only Love Matters – 3:23 (Auerbach, Carney, Gallagher, Michels)
6. Candy and Her Friends (featuring Lil Noid) – 3:25 (Auerbach, Carney)
7. I Forgot to Be Your Lover[15] – 2:28 (William Bell, Booker T. Jones)
8. Please Me (Till I'm Satisfied) – 2:45 (Auerbach, Carney, Greg Cartwright)
9. You'll Pay – 2:45 (Auerbach, Carney, Gallagher, Michels)
10. Paper Crown (featuring Beck and Juicy J) – 4:18 (Auerbach, Carney, Hansen, Houston III)
11. Live Till I Die – 2:24 (Auerbach, Carney, Hansen)
12. Read Em and Weep – 3:23 (Auerbach, Carney, Cartwright)
13. Fever Tree – 3:05 (Auerbach, Carney, Hansen)
14. Every Time You Leave – 2:58 (Auerbach, Carney)

Durata totale: 44:04

## Classifiche
| Classifica (2024)                                     | Posizione raggiunta |
| ----------------------------------------------------- | ------------------- |
| Australia (ARIA)                                      | 68                  |
| Austria (Ö3 Austria Top 40)                           | 5                   |
| Belgio Fiandre (Ultratop 50)                          | 13                  |
| Belgio Vallonia (Ultratop 50)                         | 11                  |
| Canada (Billboard Canada)                             | 35                  |
| Croazia (HDU)                                         | 3                   |
| Olanda (Album Top 100)                                | 10                  |
| Francia (SNEP)                                        | 15                  |
| Germania (GfK Entertainment charts)                   | 3                   |
| Ungheria (MAHASZ)                                     | 9                   |
| Irlanda (OCC)                                         | 43                  |
| Italia (FIMI)                                         | 45                  |
| Giappone (Billboard Japan)                            | 95                  |
| Nuova Zelanda (RMNZ)                                  | 18                  |
| Polonia (ZPAV)                                        | 74                  |
| Portogallo (AFP)                                      | 21                  |
| Scozia (OCC)                                          | 6                   |
| Spagna (PROMUSICAE)                                   | 23                  |
| Svizzera (Schweizer Hitparade)                        | 2                   |
| Regno unito (OCC)                                     | 13                  |
| Stati Uniti (Billboard 200)                           | 26                  |
| Stati Uniti Top Rock & Alternative Albums (Billboard) | 7                   |